# Bonnœil

Bonnœil este o comună în departamentul Calvados, Franța. În 1 ianuarie 2022 avea o populație de 123 de locuitori.